# 伊凡·尼基季奇·尼基廷
伊凡·尼基季奇·尼基廷（俄语：Иван Никитич Никитин，約1690年—1741年），俄羅斯畫家。可以稱作是俄羅斯肖像畫的第一人，從他開始脫離傳統聖像畫法。

## 生平
伊凡·尼基季奇·尼基廷出生於莫斯科的一個東正教牧師家庭。他在克里姆林宮軍械庫的雕刻店裡，從荷蘭藝術家施文克比克接受了他的第一次藝術課程。在1711年，軍械庫與伊凡·尼基廷一起搬到了聖彼得堡。在1716年至1720年間，他和他的兄弟羅曼·尼基廷被彼得大帝送到了意大利。兄弟們在佛羅倫斯和威尼斯學習繪畫藝術。返回俄羅斯後，伊凡·尼基廷成為彼得大帝最喜歡的宮廷畫家。他在莫斯科和聖彼得堡工作。
彼得大帝在1725年去世後，尼基奇繼續在宮廷裡工作，直到1732年，尼基廷兄弟因為違抗弗朗波科波科維奇為止。伊凡·尼基廷遭受酷刑，被監禁在彼得保羅要塞五年，然後被鞭打並流放到托博爾斯克。
1740年，俄羅斯新女皇伊丽莎白·彼得罗芙娜·罗曼诺娃對尼基廷兄弟進行了大赦。大赦在1741年生效。根據伊麗莎白的要求，尼基廷從托博爾斯克旅行回到聖彼得堡，並在1741年底或1742年初在路上的某個地方死亡。

## 作品

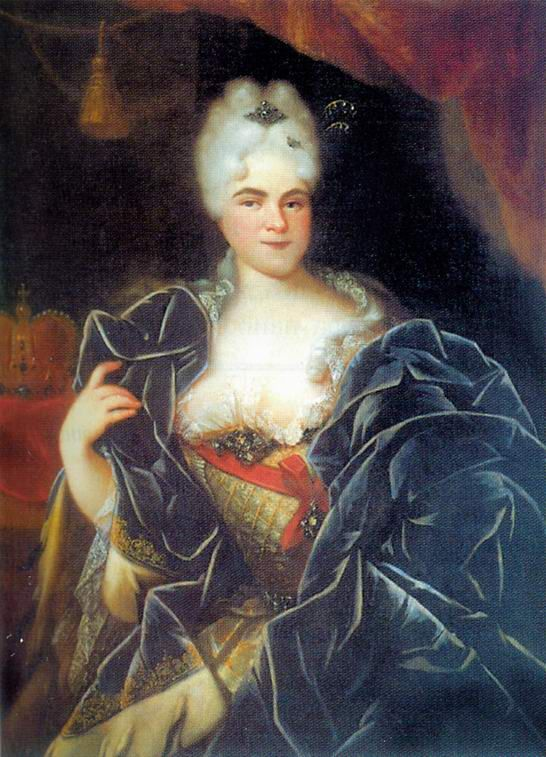
叶卡捷琳娜一世, 1717
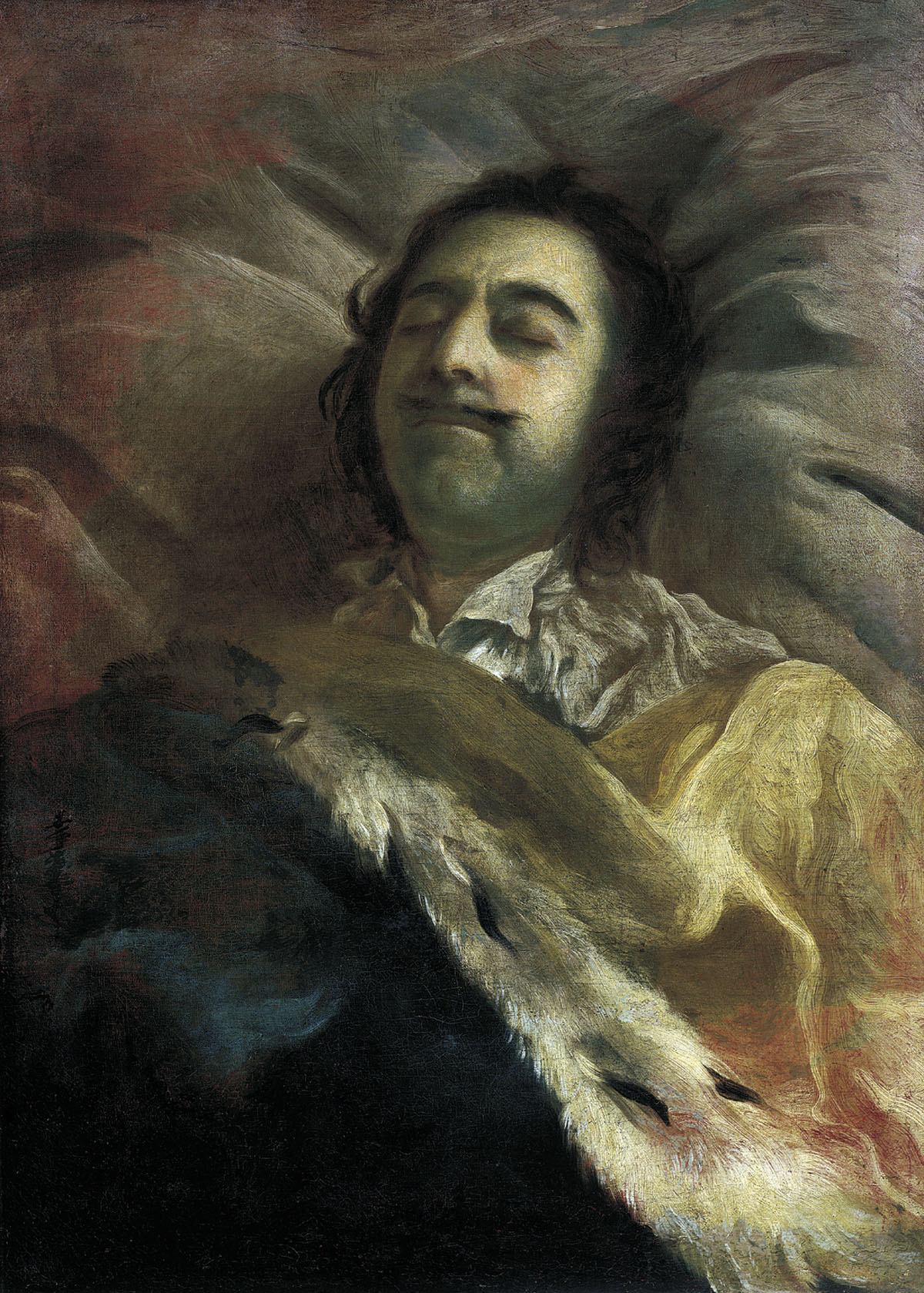
彼得大帝 臨終前 1725